# 胡安·拉米雷斯
胡安·安德雷斯·博拉尼奥斯（西班牙語：Juan Andrés Bolaños，1991年7月11日—），是一名哥伦比亚职业足球运动员，现在效力于秘魯足球甲級聯賽球队梅格，司职中后卫。

## 俱乐部生涯
2011年，博拉尼奥斯在哥伦比亚乙级球队阿卡德米亚开始足球生涯。5月8日，他在阿卡德米亚0比2不敌哥杜雷亞的比赛中出场，上演职业联赛的首秀。阿卡德米亚在2012年初解散，7月25日，博拉尼奥斯转会加盟阿根廷足球甲级联赛球队戈多伊克鲁斯。2013年1月，博拉尼奥斯转投中国足球甲级联赛球队天津松江。他在中国的注册名采用其母姓拉米雷斯。

## 国家队生涯
博拉尼奥斯曾代表哥伦比亚U-20在2010年土伦杯国际足球邀请赛出场2次。